# Веселе (Шипуватський старостинський округ, Великобурлуцька селищна громада)
49°58′30″ пн. ш. 37°29′34″ сх. д. / 49.97500° пн. ш. 37.49278° сх. д.
Весе́ле — колишнє село в Україні, раніше підпорядковувалося Андріївській сільській раді Великобурлуцького району, від 2020 у Великобурлуцькій селищній громаді Куп'янського району Харківської області.

## Історія
Засноване 1750 року. 15 листопада 2012 року виключене з облікових даних як таке, у якому не залишилося жителів.
12 червня 2020 року, відповідно до розпорядження Кабінету Міністрів України № 725-р «Про визначення адміністративних центрів та затвердження територій територіальних громад Харківської області», увійшло до складу Великобурлуцької селищної громади.
19 липня 2020 року, в результаті адміністративно-територіальної реформи та ліквідації Великобурлуцького району, село увійшло до складу Куп'янського району Харківської області.